# Obersorbisches Kernsiedlungsgebiet
Das Obersorbische Kernsiedlungsgebiet bezeichnet jenen Teil des Sorbischen Siedlungsgebiets, in dem das Obersorbische Erstsprache der Bevölkerungsmehrheit oder im Alltag besonders präsent ist. Dieses Gebiet befindet sich im Umfeld des Klosterwassers im Osten Sachsens. Der größte Teil der Sorbischsprecher wohnt im Verwaltungsverband Am Klosterwasser im Landkreis Bautzen.

## Lage und Situation
Das Obersorbische Kernsiedlungsgebiet befindet sich im Südwesten des Sorbischen Siedlungsgebiets. Der Erhalt der obersorbischen Sprache wurde durch geringen Zuzug Deutscher aufgrund geringer Industrialisierung begünstigt. Das Gebiet umfasst außerdem den stark katholisch geprägten Teil der Oberlausitz in einem Dreieck zwischen Bautzen, Kamenz und Hoyerswerda. Die dort wohnhaften überwiegend katholischen Sorben haben stärker an der sorbischen Sprache festgehalten als der größte Teil der mehrheitlich protestantischen Sorben außerhalb dieses Gebietes. Es gibt mehrere sorbische Grundschulen und Oberschulen im Kernsiedlungsgebiet.

### Gemeinden
Das Obersorbische Kernsiedlungsgebiet umfasst die fünf Gemeinden im Verwaltungsverband Am Klosterwasser, Radibor sowie Teile von drei weiteren Gemeinden und die Stadt Wittichenau mit einem sorbischen Bevölkerungsanteil von unter 50 Prozent.
| Deutscher Name    | Obersorbischer Name | Einwohner | Sorbenanteil |
| ----------------- | ------------------- | --------- | ------------ |
| Stadt Wittichenau | Kulow               | 5.800     | ca. 35 %     |
| Crostwitz         | Chrósćicy           | 1.017     | ca. 84,4 %   |
| Nebelschütz       | Njebjelčicy         | 1.157     | ca. 66,36 %  |
| Panschwitz-Kuckau | Pančicy-Kukow       | 2.116     | ca. 50 %     |
| Räckelwitz        | Worklecy            | 1.103     | ca. 61,92 %  |
| Ralbitz-Rosenthal | Ralbicy-Róžant      | 1.697     | ca. 84,34 %  |
| Radibor           | Radwor              | 3.166     |              |
| Göda              | Hodźij              | 3.084     |              |
| Neschwitz         | Njeswačidło         | 2.511     |              |
| Puschwitz         | Bóšicy              | 0.821     |              |

## Historische Entwicklung
Arnošt Muka zählte im heutigen Obersorbischen Kernsiedlungsgebiet in den achtziger Jahren des 19. Jahrhunderts Anteile von Sorbischsprechern von über 80 Prozent bis zu knapp 100 Prozent der Bevölkerung. Ernst Tschernik zählte 1954 unterschiedliche Anteile. Der Anteil des Obersorbischen machte durchschnittlich 50–80 Prozent aus. Laut einer Volksbefragung im Verwaltungsverband Am Klosterwasser 2001 hatte sich der Anteil sorbischsprachiger Einwohner in manchen Gemeinden gegenüber den 1950er Jahren vergrößert. Besonders im Verwaltungsverband Am Klosterwasser machen die Sorben heute einen Großteil der Bevölkerung aus und stellen die Bevölkerungsmehrheit.

## Religion
Der Großteil der Einwohner in den Gemeinden ist katholisch (teilweise über 90 Prozent). Es existieren überwiegend katholische Kirchen. Das Gebiet liegt im überwiegend katholisch geprägten Dreieck zwischen Bautzen, Kamenz und Hoyerswerda.